# Camo & Krooked

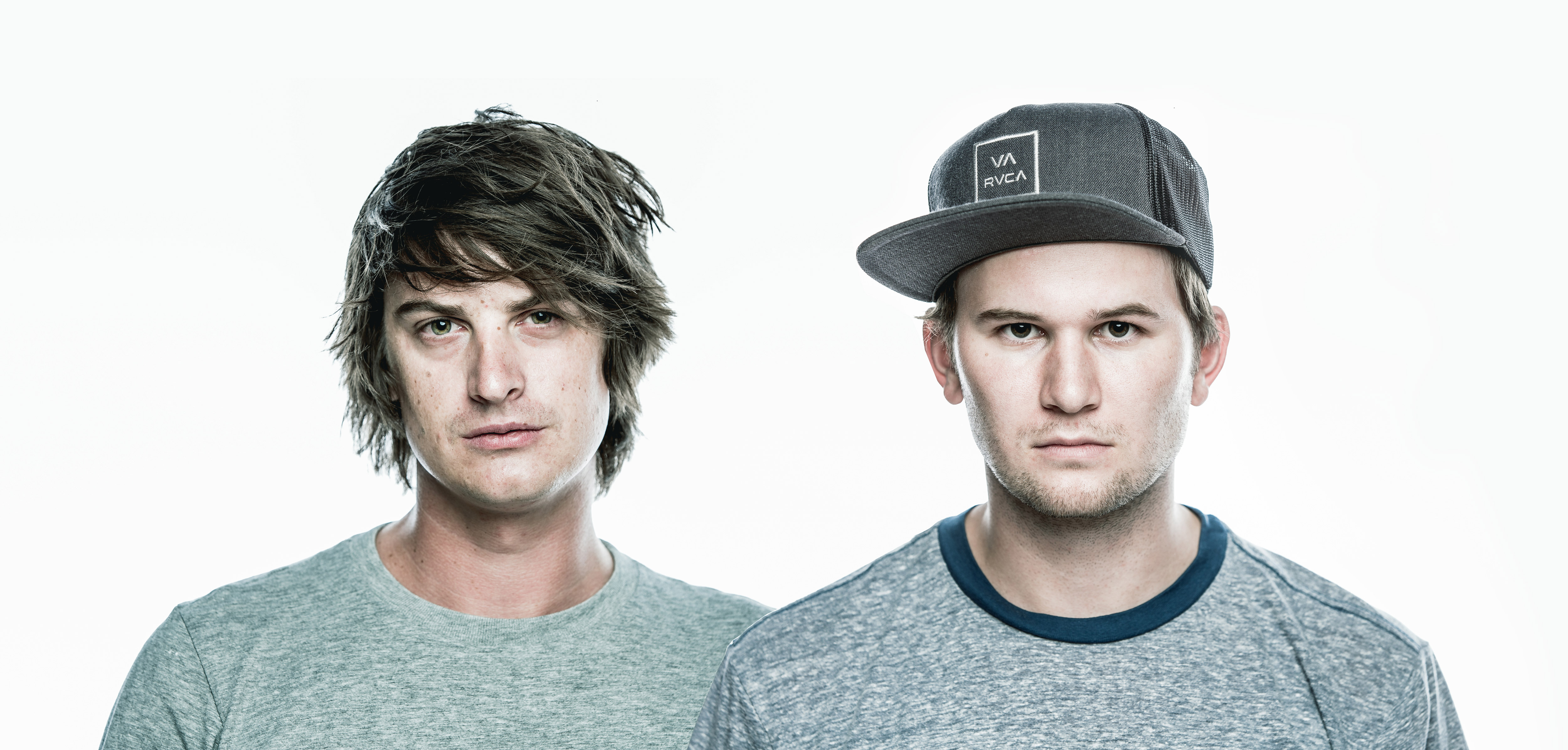
Camo & Krooked 2013

Camo & Krooked sind zwei in Österreich lebende elektronische Musikproduzenten mit Drum-and-Bass als musikalische Wurzeln. Mit bürgerlichem Namen heißen die beiden Musiker Reinhard Rietsch (* 12. November 1983 in Salzburg, Camo) und Markus Wagner (* 31. Juli 1989 in Lilienfeld, Krooked).

## Karriere

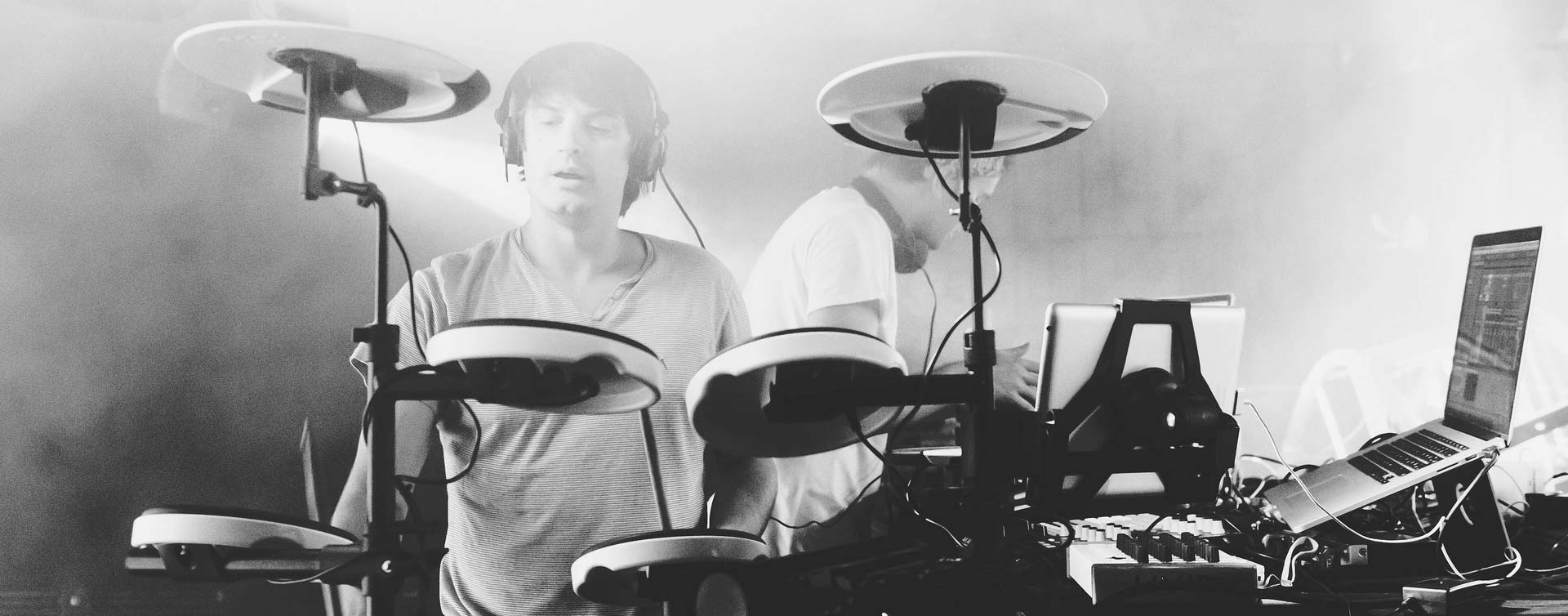
Camo & Krooked beim Urban Art Forms Festival 2014

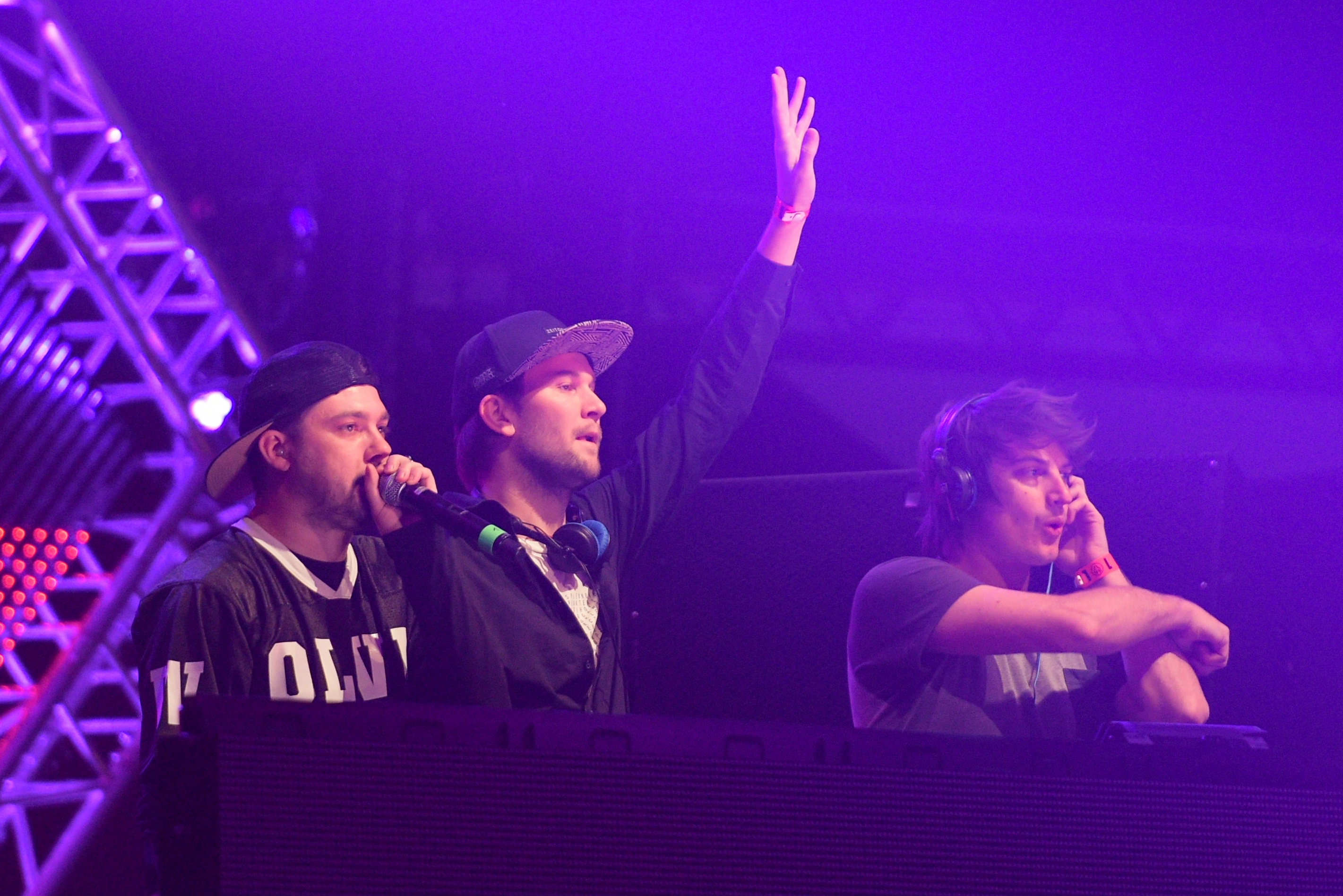
Camo & Krooked bei Mayday 2015

2002 begannen Camo und Krooked, damals noch Solo, ihre ersten Songs zu produzieren, die sie an verschiedene Label verschickten, um eine professionelle Einschätzung zu bekommen. Durch weitere Erfahrung im Produzieren und der Einschätzungen konnten sie die Tunes immer weiter verbessern, bis sich einige Label, wie beispielsweise Renegade Hardware dazu entschlossen, die Musik unter ihrem Label zu veröffentlichen.
Im Jahr 2007 schlossen die beiden sich zu dem Duo Camo & Krooked zusammen, um gemeinsam zu produzieren. Durch ihre Vorliebe, die verschiedenen Genre der elektronischen Musik zu vermischen, etwa Elektro, House, Funk, Dubstep und Drum and Bass, erreichten ihre Musikstücke einen eigenen Stil, der sie so in der Szene des Drum and Bass bekannt machte.
Im Februar 2010 veröffentlichten die beiden ihr erstes Album mit dem Namen Above & Beyond unter dem Label Mainframe Recordings.
Mit dem Projekt Chrome versuchten die beiden DJs die Genres noch etwas mehr zu vermischen und beziehen dabei auch neuere Arten der Musik mit ein, zum Beispiel Minimal, Techno, Progressive House und Downbeat. Dieses Projekt wurde aber aufgrund mangelnder Zeit vorübergehend beendet.
Am 3. Oktober 2011 erschien ihr zweites Studioalbum Cross the Line unter Hospital Records. Am 19. März 2012 erschien der Nachfolger Between the Lines, auf dem neben drei neuen Tracks die originären Songs als Remixe zu finden sind.
Am 30. September 2013 erschien ihr viertes Studioalbum Zeitgeist erneut bei Hospital Records.
Der Track The Lesson wird als Hintergrundmusik bei dem Spiel Fifa Street (2012) verwendet, der Track Climax bei Gran Turismo 5, der Track Aurora (zusammen mit Metrik) bei Gran Turismo 6.
Camo & Krooked haben Mitte 2016, zusammen mit Ram Records und BMG, ihr eigenes Label Mosaik Musik gegründet.
Am 23. Juni 2017 erschien ihr fünftes Studioalbum, Mosaik, auf dem im Vorjahr neu gegründeten Label.

## Diskografie

### LP
- Above & Beyond – Mainframe Recordings – Februar 2010
- Cross the Line – Hospital Records – Oktober 2011
- Between the Lines – Hospital Records – März 2012
- Zeitgeist – Hospital Records – September 2013
- Mosaik – Mosaik/RAM Records – Juni 2017
- Mosaik Remixed – RAM Records – März 2018

### EP (Auszug)
- Vision / Flash To Flash – Mainframe Recordings – 2008
- Blackmail / No Nerds Needed – Berzerk – Februar 2009
- Blow – Have-A-Break Recordings – Februar 2009
- Get Funky / The Fear – Viper Recordings – März 2009
- Fatman / Toxic – Mainframe Recordings – April 2009
- Nano / The Unseen – Sudden Def Recordings – September 2009
- Oh My Dear! / Vampires – Mainframe Recordings – September 2009
- Global Warming / No Soul – Uprising Records – Oktober 2009
- Edge Of Mind EP – Beta Recordings – Februar 2010
- The Big Rush / Brave New World – Nasca – April 2010
- Climax / Reincarnation – Hospital Records – Mai 2010
- History Of The Future – AudioPorn Records – Mai 2010
- Can't Get Enough / Without You – Breakbeat Kaos – Oktober 2010
- Pulse of Time EP – Viper Recordings – Januar 2011
- All Fall Down – Hospital Records – Juni 2011
- Between the Lines – Hospital Records – Juli 2012
- All Night – Hospital Records – Juli 2013
- If I Could / Ember – RAM Records/Mosaik – November 2016
- Mandala – RAM Records – 2017
- Good Times / Honesty – RAM Records – März 2017